# Referat
Referat (łac. referre ‘odnosić: przedstawiać coś, referować’) – forma wypowiedzi, literacka lub literacko-naukowa, prezentująca dane zagadnienie. Wypowiedź pisemna przygotowana do wygłoszenia w kręgu zainteresowanych osób. Może poruszać różnorodną tematykę, jego głównym celem jest przekazanie wiedzy na jakiś temat; nie jest obowiązkowe zachowanie w nim całkowitego obiektywizmu – może zawierać krytyczne uwagi autora.
Osoba wygłaszająca referat to referent.

## Charakterystyczne cechy referatu
Uznaje się, że długość prezentacji referatu nie powinna przekraczać 15–20 minut, gdy przeznaczony jest do prezentacji oraz 10 stron A4 znormalizowanego wydruku, gdy się go publikuje w formie tekstowej, jednak w zależności od obszerności podejmowanego tematu, czas ten ulega wydłużeniu. Istotną kwestią jest zachowanie merytorycznego przekazu pracy. Referat ma charakter odtwórczy, a jego zadaniem jest zaprezentowanie w sposób logiczny i przemyślany pewnego obszaru tematycznego.

## Osoba mówiąca w referacie
Osobą mówiącą w referacie jest zawsze sam autor, względnie obiektywnie prezentujący daną kwestię, w oparciu o inne teksty lub wypowiedzi. W związku z tym esej cechuje m.in. obiektywizm – referat opisuje konkretne zagadnienie lub zagadnienia. Autor przede wszystkim powinien skupić się na łatwym w odbiorze zaprezentowaniu tematu. Twórca może wyrazić swoją opinię, ale zwykle na zakończenie pracy – po jej podsumowaniu.

## Styl referatu
Referat powinien być napisany stylem naukowym, wysokim. Zachowuje logiczną kompozycję oraz zawiera terminologię naukową. Dopuszcza się stosowanie w nim cytatów oraz przypisów. W referacie dominuje funkcja poznawcza.

## Budowa referatu

### Wstęp
We wstępie zawiera się wprowadzenie do tematu, krótkie streszczenie tematu, ewentualnie uwagi ogólne.

### Rozwinięcie
Główna część referatu, w której zawierają się wszystkie definicje, fakty, szczegółowe opracowanie zagadnienia – najlepiej jeśli poparte jest przykładami. Podaje się także informacje o wykorzystanym materiale, wskazanie literatur. Powinna być znacznie dłuższa od wstępu oraz zakończenia.

### Zakończenie
Podsumowanie referatu wraz z wyciągnięciem wniosków; dopuszczalny jest komentarz autora oraz ewentualne zagadnienie do dyskusji.